# Finn Jensen (musiker)
 For alternative betydninger, se Finn Jensen. (Se også artikler, som begynder med Finn Jensen)
Finn Jensen (30. januar 1953 – 12. juli 1987) var en dansk musiker født i København. Han er bedst kendt som guitarist i Bifrost, som han startede sammen med Tom Lundén i København i 1973. Finn Jensen har både før og efter Bifrost-tiden spillet sammen med mange kendte danske og udenlandske musikere.